# Affaire des comptes en déshérence
 (septembre 2010).
Si vous disposez d'ouvrages ou d'articles de référence ou si vous connaissez des sites web de qualité traitant du thème abordé ici, merci de compléter l'article en donnant les références utiles à sa vérifiabilité et en les liant à la section « Notes et références ».
L'Affaire des comptes en déshérence ou affaire des fonds juifs en déshérence est une affaire financière qui a éclaté durant les années 1990 en Suisse puis dans le monde, concernant l’argent des comptes de Juifs disparus durant la Seconde Guerre mondiale.

## Historique
En 1995, au 50e anniversaire de la fin de la Seconde Guerre mondiale, des journaux israéliens exigent que l'argent qui appartenait à des Juifs et qui se trouve dans les comptes en déshérence soit restitué à leurs héritiers — une somme qu'ils estiment à plus de 50 millions de francs suisses. Le banquier suisse Robert Studer provoque la polémique en qualifiant de « peanuts » la part ayant appartenu aux Juifs. Les banques suisses annoncent que cet argent représente 38 millions de francs dans 775 comptes, les associations juives qualifient ce chiffre d'inacceptable et le président Jean-Pascal Delamuraz parle d'un « chantage » du congrès juif mondial.
Un comité d'enquête, nommé Comité Indépendant de Personnes Éminentes (CIPE) ou Independent Committee of Eminent Persons (ICEP) en anglais ou encore connu sous le nom de « Commission Volcker », présidé par Paul Volcker, ancien président de la Réserve fédérale américaine, est créé en 1996 en vue de faire toute la lumière sur les comptes en déshérence. En plus de son président, la commission Volcker comprenait cinq membres désignés par l'Association Suisse des Banquiers et cinq autres membres désignés par des organisations juives, notamment le congrès juif mondial.
En 1996 toujours, le Conseil fédéral nomme une Commission Indépendante d'Experts (CIE), aussi connue sous le nom de « Commission Bergier », chargée de faire toute la lumière sur l'attitude de la Suisse pendant la Seconde Guerre mondiale. Cette commission est présidée par l'historien suisse Jean-François Bergier. La CIE publiera de nombreuses monographies intermédiaires et rendra son rapport final en décembre 2001.
Israel Singer, membre de la Commission Volcker, sera également un lobbyiste très influent en faveur de pressions américaines sur la Suisse dans le but d'aboutir à un règlement rapide du problème des avoirs juifs en déshérence. En 1997, la Confédération créera le Fonds suisse en faveur des victimes de l'Holocauste. 
En 1999, le rapport Volcker sera publié et révélera que les fonds en déshérence s'élevaient à 200-400 millions de francs (soit entre 134-268 millions de dollars - cours du 12 août 1998) distribués sur 53 886 comptes et répartis sur 59 banques appartenant à divers établissements bancaires suisses.

## Oppositions
L'essayiste suisse d'origine juive Henry Spira va dénoncer des prétentions exagérées du Congrès juif mondial.

## Règlement et malversations
Le 12 août 1998, les parties concernées parviennent à un « Accord global », par lequel les grandes banques mettent 1,25 milliard de dollars à la disposition des organismes chargés d'indemniser les personnes concernées et ceci pour solde de tout compte. Néanmoins, la répartition n'a pas permis de faire apparaître les sommes attendues. En six ans d'existence, le « Tribunal arbitral » chargé de la répartition de l'enveloppe mise à disposition par les banques a versé 150 millions de dollars à 1934 demandeurs d'actifs déposés dans les banques suisses. Ce processus a été vivement critiqué par le politologue Marc-André Charguéraud, faisant remarquer qu'il avait fallu dépenser 700 millions de dollars de frais d'audit et divers pour verser la somme de 150 millions de dollars.
De surcroît, un rapport réalisé par la société d'audit PriceWaterhouseCoopers, à la demande de la Fédération suisse des communautés israélites, relève des malversations dans la distribution de l'enveloppe. Israel Singer aurait ainsi détourné 1,2 million de dollars. Edgar Bronfman, alors président du Congrès juif mondial affirme que celui-ci « s'est servi dans la caisse pendant longtemps ». En février 2006, le Procureur général de l'État de New York qui avait déjà interdit à Israel Singer d'occuper toute responsabilité financière, le condamne à restituer 300 000 dollars indûment versés. L'audit des comptes du Congrès juif mondial entre 1995 et 2004 confirme « les accusations que les comptes n'ont pas été tenus correctement et que la situation financière n'est pas claire. » Celui-ci évoque des « manquements graves », car en plus de 1,2 million de dollars déjà mentionné, un montant supplémentaire de 3,8 millions n'est pas « documenté ». En d'autres termes, selon le rapport, des sommes importantes ont été versées en espèces sans raison et ont disparu vers des destinations inconnues.
En dépit de cet « accord global », un certain nombre de familles poursuivent leurs plaintes.
Les grandes banques suisses ont maintenant l'obligation de publier les noms des détenteurs de comptes en déshérence sur internet pour faciliter leur identification par de potentiels héritiers.